# Juancheng (meteoryt)
Juancheng (inna nazwa: Heze) – meteoryt kamienny należący do chondrytów oliwinowo-bronzytowych H 5, spadły w postaci deszczu meteorytowego 15 lutego 1997 roku w prowincji Szantung w Chinach.  Upadek meteorytu Juancheng obserwowany był o godzinie 15.23 (UT). Najpierw zaobserwowano przelot dymiącego i sypiącego iskrami bolidu ze  wschodu na zachód,  który w pewnym momencie głośno eksplodował, obsypując ponad tysiącami drobnych kamieni obszar nad Żółtą Rzeką. Z obszaru upadku zebrano ponad 100 kg materii meteorytowej a największy znaleziony fragment ważył 2,7 kg. Jeden z kamieni przebił dach domu i wpadł do garnka stojącego na piecu.